# Maine-et-Loire
Maine-et-Loire este un departament în vestul Franței, situat în Pays de la Loire. Este unul din departamentele Franței create în urma Revoluției din 1789. Este numit după râurile Maine și Loara, care îl traversează.

## Localități selectate

### Prefectură
- Angers

### Sub-prefecturi
- Cholet
- Saumur
- Segré

## Diviziuni administrative
- 4 arondismente;
- 41 cantoane;
- 363 comune;